# Verein für Bewegungsspiele Stuttgart 1893 1972-1973
Questa voce raccoglie le informazioni riguardanti il Verein für Bewegungsspiele Stuttgart 1893 nelle competizioni ufficiali della stagione 1972-1973.

## Stagione
Nella stagione 1972-1973 il Stoccarda, allenato da Hermann Eppenhoff, concluse il campionato di Bundesliga al 6º posto. In Coppa di Germania il Stoccarda fu eliminato agli ottavi di finale dal Kaiserslautern. In Coppa di Lega il Stoccarda fu eliminato nella fase a gironi.

## Rosa
| N. |                     | Ruolo | Calciatore       |
| -- | ------------------- | ----- | ---------------- |
|    | Germania (bandiera) | P     | Gerhard Heinze   |
|    | Germania (bandiera) | P     | Bodo Jopp        |
|    | Germania (bandiera) | P     | Helmut Roleder   |
|    | Germania (bandiera) | D     | Egon Coordes     |
|    | Germania (bandiera) | D     | Willi Entenmann  |
|    | Germania (bandiera) | D     | Gerd Komorowski  |
|    | Germania (bandiera) | D     | Norbert Siegmann |
|    | Germania (bandiera) | D     | Reinhold Zech    |
|    | Austria (bandiera)  | C     | Buffy Ettmayer   |
|    | Germania (bandiera) | C     | Herbert Höbusch  |
|    | Germania (bandiera) | C     | Horst Köppel     |

| N. |                     | Ruolo | Calciatore           |
| -- | ------------------- | ----- | -------------------- |
|    | Germania (bandiera) | C     | Roland Mall          |
|    | Germania (bandiera) | C     | Eckehard Müller      |
|    | Germania (bandiera) | A     | Karl Berger          |
|    | Germania (bandiera) | A     | Dieter Brenninger    |
|    | Germania (bandiera) | A     | Wolfgang Frank       |
|    | Germania (bandiera) | A     | Karl-Heinz Handschuh |
|    | Germania (bandiera) | A     | Horst Haug           |
|    | Germania (bandiera) | A     | Hermann Lindner      |
|    | Germania (bandiera) | A     | Dieter Schwemmle     |
|    | Germania (bandiera) | A     | Manfred Weidmann     |

## Organigramma societario
Area tecnica
- Allenatore: Hermann Eppenhoff
- Allenatore in seconda:
- Preparatore dei portieri:
- Preparatori atletici:

## Calciomercato

### Sessione estiva
| Acquisti | Acquisti            | Acquisti             | Acquisti |
| R.       | Nome                | da                   | Modalità |
| -------- | ------------------- | -------------------- | -------- |
| P        | Helmut Roleder      | Stoccarda (juniores) |          |
| A        | Dieter Brenninger   | Young Boys           |          |
| D        | Herward Koppenhöfer | Bayern Monaco        |          |
| D        | Norbert Siegmann    | Tasmania Berlino     |          |

| Cessioni | Cessioni       | Cessioni      | Cessioni |
| R.       | Nome           | a             | Modalità |
| -------- | -------------- | ------------- | -------- |
| D        | Günther Eisele | Karlsruhe     |          |
| P        | Zlatko Škorić  | Bayern Monaco |          |

### Sessione invernale
| Acquisti | Acquisti | Acquisti | Acquisti |
| R.       | Nome     | da       | Modalità |
| -------- | -------- | -------- | -------- |

| Cessioni | Cessioni            | Cessioni          | Cessioni |
| R.       | Nome                | a                 | Modalità |
| -------- | ------------------- | ----------------- | -------- |
| D        | Herward Koppenhöfer | Kickers Offenbach |          |

## Risultati

### Bundesliga

#### Girone di andata
| Arbitro: | Redelfs |

|                             |           |                |
| Frank 36’, 75’ Weidmann 40’ | Marcatori | 30’ Mühlenberg |

| Arbitro: | Horstmann |

|  |           |               |
|  | Marcatori | 78’ Schwemmle |

| Arbitro: | Hillebrand |

|                             |           |            |
| Brenninger 25’ Ettmayer 90’ | Marcatori | 32’ Zaczyk |

| Arbitro: | Siepe |

|                                |           |          |
| Denz 25’ Mrosko 33’ Rudzki 88’ | Marcatori | 3’ Frank |

| Arbitro: | Wichmann |

|                                 |           |          |
| Ettmayer 20’, 88’ Handschuh 68’ | Marcatori | 28’ Vogt |

| Arbitro: | Dittmer |

|                                                             |           |           |
| Lungwitz 27’ (rig.) Budde 43’, 54’, 87’ Baltes 76’ Zewe 88’ | Marcatori | 63’ Frank |

| Arbitro: | Meuser |

|                                                    |           |  |
| Köppel 32’, 33’ Schwemmle 57’ Handschuh 88’ (rig.) | Marcatori |  |

| Arbitro: | Fuchs |

|          |           |                                    |
| Held 42’ | Marcatori | 7’ Köppel 17’ Brenninger 19’ Frank |

| Arbitro: | Tschenscher |

|  |           |            |
|  | Marcatori | 18’ Hoeneß |

| Arbitro: | Engel |

|                 |           |                    |
| Jakobs 47’, 50’ | Marcatori | 17’, 68’ Handschuh |

| Arbitro: | Biwersi |

|                                   |           |               |
| Handschuh 75’ (rig.) Ettmayer 78’ | Marcatori | 42’ Neuberger |

| Arbitro: | Voß |

|          |           |  |
| Erler 3’ | Marcatori |  |

| Arbitro: | Hilker |

|                                                      |           |  |
| Köppel 1’ Schwemmle 32’ Handschuh 54’ Brenninger 75’ | Marcatori |  |

| Arbitro: | Gabor |

|                                     |           |  |
| Jung 13’, 15’ Cremer 37’ Stöckl 78’ | Marcatori |  |

| Arbitro: | Zuchantke |

|                                                           |           |                      |
| Handschuh 19’ Köppel 27’, 74’ Ettmayer 35’ Frank 38’, 86’ | Marcatori | 10’ Scheer 17’ Braun |

| Arbitro: | Burgers |

|                            |           |            |
| Schämer 24’ Hölzenbein 35’ | Marcatori | 33’ Köppel |

| Arbitro: | Lutz |

|                                   |           |  |
| Lindner 5’ Ettmayer 53’ Frank 79’ | Marcatori |  |

#### Girone di ritorno
| Arbitro: | Horstmann |

|                                                                  |           |              |
| Kapellmann 52’, 74’ (rig.) Neumann 62’ Löhr 66’ (rig.) Flohe 85’ | Marcatori | 23’ Weidmann |

| Arbitro: | Engel |

|                                |           |                                            |
| Köppel 42’ Brenninger 51’, 76’ | Marcatori | 7’ Worm 15’, 70’ Wunder 83’ (rig.) Lehmann |

| Arbitro: | Hilker |

|                     |           |  |
| Heese 37’ Hönig 59’ | Marcatori |  |

| Arbitro: | Wichmann |

|                              |           |  |
| Höbusch 72’ Frank 81’ (rig.) | Marcatori |  |

| Arbitro: | Eschweiler |

|                |           |               |
| Hošić 40’, 73’ | Marcatori | 27’ Entenmann |

| Arbitro: | Linn |

|                           |           |                     |
| Frank 25’ (rig.) Haug 29’ | Marcatori | 27’ Budde 58’ Hesse |

| Arbitro: | Dittmer |

|                         |           |                  |
| Majgl 3’, 89’ Köper 83’ | Marcatori | 66’ (aut.) Wosab |

| Arbitro: | Betz |

|                                          |           |                      |
| Berger 27’ Handschuh 60’, 66’ Köppel 87’ | Marcatori | 84’ Held 90’ Schäfer |

| Arbitro: | Gabor |

|                                                                   |           |               |
| Schneider 22’ Beckenbauer 30’ Breitner 77’ Müller 80’ (rig.), 84’ | Marcatori | 59’ Handschuh |

| Arbitro: | Quindeau |

|                                               |           |  |
| Handschuh 55’ (rig.) Berger 80’ Schwemmle 88’ | Marcatori |  |

| Arbitro: | Dittmer |

|  |           |                          |
|  | Marcatori | 31’ Köppel 71’ Schwemmle |

| Arbitro: | Hennig |

|                                       |           |  |
| Brenninger 17’, 63’ Ettmayer 32’, 78’ | Marcatori |  |

| Arbitro: | Schulenburg |

|                                        |           |            |
| Beer 12’, 82’ Müller 16’ Horr 25’, 66’ | Marcatori | 58’ Köppel |

| Arbitro: | Quindeau |

|                                              |           |                 |
| Coordes 20’ Brenninger 29’, 82’ Ettmayer 45’ | Marcatori | 14’, 42’ Cremer |

| Arbitro: | Horstmann |

|                              |           |  |
| Braun 19’ Kremers 62’ (rig.) | Marcatori |  |

| Arbitro: | Wichmann |

|                        |           |                             |
| Frank 66’ Ettmayer 83’ | Marcatori | 73’ Grabowski 85’ Trinklein |

| Arbitro: | Zuchantke |

|                                    |           |                                              |
| Heynckes 1’, 14’ Netzer 53’ (rig.) | Marcatori | 3’ Schwemmle 17’, 49’ Handschuh 24’ Ettmayer |

### Coppa di Germania
| Arbitro: | Eschweiler |

|                       |           |                            |
| Kemmer 13’ Wallek 28’ | Marcatori | 68’ Schwemmle 85’ Weidmann |

| Arbitro: | Linn |

|                                    |           |                       |
| Schwemmle 38’ Frank 41’ Köppel 83’ | Marcatori | 16’ Wallek 77’ Kemmer |

| Arbitro: | Weyland |

|                     |           |                |
| Brenninger 35’, 49’ | Marcatori | 48’ Toppmöller |

| Arbitro: | Engel |

|                        |           |  |
| Diehl 80’ Pirrung 101’ | Marcatori |  |

### Coppa di Lega
| Arbitro: | Dreher |

|                                       |           |                        |
| Pechtold 51’ Lippert 54’ Schuster 74’ | Marcatori | 8’ Zech 45’, 66’ Frank |

| Arbitro: | Kaufmann |

|                                                           |           |            |
| Ettmayer 51’ Handschuh 67’ Frank 76’, 84’ Koppenhöfer 80’ | Marcatori | 57’ Keller |

| Stoccarda 12 agosto 1972, ore CET 3ª giornata                                 | Stoccarda | 2 – 3 referto        | Bayern Monaco | Neckarstadion (15 000 spett.) |
| \| \| \| \| \| Köppel 75’ Höbusch 82’ \| Marcatori \| 38’, 52’, 76’ Müller \| |           |                      |               |                               |
|                                                                               |           |                      |               |                               |
| Köppel 75’ Höbusch 82’                                                        | Marcatori | 38’, 52’, 76’ Müller |               |                               |

| Monaco di Baviera 16 agosto 1972, ore CET 4ª giornata | Monaco 1860 | 0 – 0 referto | Stoccarda | Stadion an der Grünwalder Straße (3 000 spett.)\| Arbitro: \| Gewahl \| |
| Arbitro:                                              | Gewahl      |               |           |                                                                         |

| Arbitro: | Schröck |

|               |           |                           |
| Rybarczyk 13’ | Marcatori | 23’ Handschuh 47’ Höbusch |

| Arbitro: | Kullmann |

|                         |           |                         |
| Frank 85’ Handschuh 88’ | Marcatori | 22’ Pechtold 70’ Werner |

## Statistiche

### Statistiche di squadra
| Competizione      | Punti | In casa | In casa | In casa | In casa | In casa | In casa | In trasferta | In trasferta | In trasferta | In trasferta | In trasferta | In trasferta | Totale | Totale | Totale | Totale | Totale | Totale | DR  |
| Competizione      | Punti | G       | V       | N       | P       | Gf      | Gs      | G            | V            | N            | P            | Gf           | Gs           | G      | V      | N      | P      | Gf     | Gs     | DR  |
| ----------------- | ----- | ------- | ------- | ------- | ------- | ------- | ------- | ------------ | ------------ | ------------ | ------------ | ------------ | ------------ | ------ | ------ | ------ | ------ | ------ | ------ | --- |
| Bundesliga        | 37    | 17      | 13      | 2       | 2       | 51      | 19      | 17           | 4            | 1            | 12           | 20           | 46           | 34     | 17     | 3      | 14     | 71     | 65     | +6  |
| Coppa di Germania | -     | 2       | 2       | 0       | 0       | 5       | 3       | 2            | 0            | 1            | 1            | 2            | 4            | 4      | 2      | 1      | 1      | 7      | 7      | 0   |
| Coppa di Lega     | -     | 3       | 1       | 1       | 1       | 9       | 6       | 3            | 1            | 2            | 0            | 5            | 4            | 6      | 2      | 3      | 1      | 14     | 10     | +4  |
| Totale            | 37    | 22      | 16      | 3       | 3       | 65      | 28      | 22           | 5            | 4            | 13           | 27           | 54           | 44     | 21     | 7      | 16     | 92     | 82     | +10 |

### Andamento in campionato
| Giornata  | 1 | 2 | 3 | 4 | 5 | 6 | 7 | 8 | 9 | 10 | 11 | 12 | 13 | 14 | 15 | 16 | 17 | 18 | 19 | 20 | 21 | 22 | 23 | 24 | 25 | 26 | 27 | 28 | 29 | 30 | 31 | 32 | 33 | 34 |
| --------- | - | - | - | - | - | - | - | - | - | -- | -- | -- | -- | -- | -- | -- | -- | -- | -- | -- | -- | -- | -- | -- | -- | -- | -- | -- | -- | -- | -- | -- | -- | -- |
| Luogo     | C | T | C | T | C | T | C | T | C | T  | C  | T  | C  | T  | C  | T  | C  | T  | C  | T  | C  | T  | C  | T  | C  | T  | C  | T  | C  | T  | C  | T  | C  | T  |
| Risultato | V | V | V | P | V | P | V | V | P | N  | V  | P  | V  | P  | V  | P  | V  | P  | P  | P  | V  | P  | N  | P  | V  | P  | V  | V  | V  | P  | V  | P  | N  | V  |
| Posizione | 2 | 3 | 3 | 4 | 2 | 6 | 3 | 2 | 3 | 3  | 3  | 4  | 3  | 5  | 4  | 5  | 4  | 6  | 7  | 9  | 8  | 9  | 8  | 9  | 9  | 9  | 8  | 7  | 6  | 7  | 7  | 7  | 6  | 6  |

Legenda:

Luogo: C = Casa; T = Trasferta. Risultato: V = Vittoria; N = Pareggio; P = Sconfitta.

### Statistiche dei giocatori
| Giocatore      | Bundesliga | Bundesliga | Bundesliga  | Bundesliga | Coppa di Germania | Coppa di Germania | Coppa di Germania | Coppa di Germania | Coppa di Lega | Coppa di Lega | Coppa di Lega | Coppa di Lega | Totale   | Totale | Totale      | Totale     |
| Giocatore      | Presenze   | Reti       | Ammonizioni | Espulsioni | Presenze          | Reti              | Ammonizioni       | Espulsioni        | Presenze      | Reti          | Ammonizioni   | Espulsioni    | Presenze | Reti   | Ammonizioni | Espulsioni |
| -------------- | ---------- | ---------- | ----------- | ---------- | ----------------- | ----------------- | ----------------- | ----------------- | ------------- | ------------- | ------------- | ------------- | -------- | ------ | ----------- | ---------- |
| K. Berger      | 16         | 2          | 0           | 0          | 2                 | 0                 | 0                 | 0                 | 3             | 0             | 0             | 0             | 21       | 2      | 0           | 0          |
| D. Brenninger  | 27         | 9          | 0           | 0          | 3                 | 2                 | 0                 | 0                 | 1             | 0             | 0             | 0             | 31       | 11     | 0           | 0          |
| E. Coordes     | 22         | 1          | 0           | 0          | 2                 | 0                 | 0                 | 0                 | 0             | 0             | 0             | 0             | 24       | 1      | 0           | 0          |
| G. Eisele      | 0          | 0          | 0           | 0          | 0                 | 0                 | 0                 | 0                 | 5             | 0             | 0             | 0             | 5        | 0      | 0           | 0          |
| W. Entenmann   | 15         | 1          | 0           | 0          | 4                 | 0                 | 0                 | 0                 | 0             | 0             | 0             | 0             | 19       | 1      | 0           | 0          |
| B. Ettmayer    | 25         | 11         | 0           | 0          | 2                 | 0                 | 0                 | 0                 | 5             | 1             | 0             | 0             | 32       | 12     | 0           | 0          |
| W. Frank       | 26         | 11         | 0           | 0          | 4                 | 1                 | 0                 | 0                 | 3             | 5             | 0             | 0             | 33       | 17     | 0           | 0          |
| K. Handschuh   | 24         | 13         | 0           | 0          | 3                 | 0                 | 0                 | 0                 | 4             | 3             | 0             | 0             | 31       | 16     | 0           | 0          |
| H. Haug        | 8          | 1          | 0           | 0          | 3                 | 0                 | 0                 | 0                 | 0             | 0             | 0             | 0             | 11       | 1      | 0           | 0          |
| G. Heinze      | 29         | 0          | 0           | 0          | 4                 | 0                 | 0                 | 0                 | 4             | 0             | 0             | 0             | 37       | 0      | 0           | 0          |
| H. Höbusch     | 18         | 1          | 0           | 0          | 1                 | 0                 | 0                 | 0                 | 6             | 2             | 0             | 0             | 25       | 3      | 0           | 0          |
| B. Jopp        | 1          | 0          | 0           | 0          | 0                 | 0                 | 0                 | 0                 | 0             | 0             | 0             | 0             | 1        | 0      | 0           | 0          |
| G. Komorowski  | 10         | 0          | 0           | 0          | 1                 | 0                 | 0                 | 0                 | 4             | 0             | 0             | 0             | 15       | 0      | 0           | 0          |
| H. Koppenhöfer | 5          | 0          | 0           | 0          | 0                 | 0                 | 0                 | 0                 | 5             | 1             | 0             | 0             | 10       | 1      | 0           | 0          |
| H. Köppel      | 29         | 11         | 0           | 0          | 3                 | 1                 | 0                 | 0                 | 3             | 1             | 0             | 0             | 35       | 13     | 0           | 0          |
| H. Lindner     | 6          | 1          | 0           | 0          | 2                 | 0                 | 0                 | 0                 | 5             | 0             | 0             | 0             | 13       | 1      | 0           | 0          |
| R. Mall        | 20         | 0          | 0           | 0          | 3                 | 0                 | 0                 | 0                 | 3             | 0             | 0             | 0             | 26       | 0      | 0           | 0          |
| E. Müller      | 1          | 0          | 0           | 0          | 0                 | 0                 | 0                 | 0                 | 0             | 0             | 0             | 0             | 1        | 0      | 0           | 0          |
| H. Roleder     | 5          | 0          | 0           | 0          | 0                 | 0                 | 0                 | 0                 | 1             | 0             | 0             | 0             | 6        | 0      | 0           | 0          |
| D. Schwemmle   | 33         | 6          | 0           | 0          | 4                 | 2                 | 0                 | 0                 | 3             | 0             | 0             | 0             | 40       | 8      | 0           | 0          |
| N. Siegmann    | 22         | 0          | 0           | 0          | 2                 | 0                 | 0                 | 0                 | 0             | 0             | 0             | 0             | 24       | 0      | 0           | 0          |
| M. Weidmann    | 34         | 2          | 0           | 0          | 4                 | 1                 | 0                 | 0                 | 5             | 0             | 0             | 0             | 43       | 3      | 0           | 0          |
| R. Zech        | 34         | 0          | 0           | 0          | 4                 | 0                 | 0                 | 0                 | 3             | 1             | 0             | 0             | 41       | 1      | 0           | 0          |